# Islam Latinski
Islam Latinski je vesnice v Chorvatsku, která tvoří část opčiny Posedarje v Zadarské župě. Leží asi 19 km severovýchodně od Zadaru u Novigradského moře a obývá ji 314 obyvatel (převážně Chorvatů). Vesnice postupně přechází do sousedního sídla s názvem Islam Grčki, které leží východně. Název „Latinski“ odkazuje na to, že vesnice je obývána především Chorvaty, kteří jsou římskými katolíky – na rozdíl od Islamu Grčkeho („řeckého“), jehož název poukazuje na dominanci ortodoxních Srbů.
V těsné blízkosti vesnice prochází dálnice A1.

## Historie
Vesnice vznikla okolo osmanské pevnosti na místě středověké chorvatské osady Učitelja Vas a pevnosti Vespeljevac. Tato pevnost byla dobyta v roce 1577 Ferhadem-pašou Sokolovićem a přejmenována na Sedd-i islam („hradba islámu“), jelikož se nacházela na samé hranici osmanských výbojů. Později osada připadla Benátčanům a v roce 1709 získala současný název. Během chorvatské války za nezávislost byla okupována Srby v letech 1991–1993.

## Pamětihodnosti
- kostel sv. Mikuláše, byla poničena během chorvatské války za nezávislost
- Zelený dub (Zeleni hrast)